# 東御堂ひさぎ
東御堂ひさぎ（ひがしみどう ひさぎ）は、日本の漫画家。共同作業をしたことがある山咲まさとによると女性。

## 人物
当初は脚を描くのが好きだったが次第に乳の描き方にこだわるようになった。

## 作品リスト
- 桃園学園性化学授業放課後ファック
- 白衣に秘めた裏カルテ
- 快楽事務所関係図
- 母蜜
- 濡れる温泉女将